# Cèl·lules Schneider 2
Les cèl·lules Schneider 2, típicament abreujades com a cèl·lules S2, són una de les línies cel·lulars de Drosophila melanogaster més emprades en recerca. Les cèl·lules S2 deriven d'un cultiu primari d'embrions de Drosophila melanogaster en fase tardana (de 20 a 24 hores) aïllat pel Dr. Imogene Schneider, probablement a partir d'un llinatge tipus macròfag probablement d'un llinatge semblant als macròfags.
Les cèl·lules S2 es poden cultivar a temperatura ambient tant com a monocapa semi-adherent com en suspensió, i es poden fer créixer en absència de sèrum
S'han desenvolupat diversos medis per cultivar línies cel·lulars d'insectes, molts d'ells adequats per al cultiu de cèl·lules S2. S'ha vist que aquestes cèl·lules poden créixer fins a densitats de 5,1 × 107 cèl·lules/ml en medi lliure de sèrum i per sobre de 107 cèl·lules/ml en medis basals com el que s'utilitza en els experiments de Schneider. L'empresa danesa ExpreS2ion Biotechnologies ha demostrat que es por arribar a una concentració cel·lular de fins a 7,0 x 107 cèl·lules/ml.
Les cèl·lules S2 s'utilitzen sovint per a l'expressió de proteïnes heteròlogues i es poden utilitzar per a la producció de proteïnes a gran escala. A més, les cèl·lules es poden transfectar fàcilment de manera transitòria amb diversos plàsmids alhora per estudiar les interaccions de proteïnes.